# Ермаки (Викуловский район)
Ермаки́ — село в Викуловском районе Тюменской области России. Административный центр Ермаковского сельского поселения.

## География
Село находится в восточной части Тюменской области, в таёжной зоне, в пределах юго-западной части Западно-Сибирской низменности, на берегах реки Тенис (приток Ишима), на расстоянии примерно 50 км (по прямой) к северо-востоку от села Викулово, административного центра района. Абсолютная высота — 79 м над уровнем моря.
Климат
Климат континентальный с суровой холодной зимой. Годовое количество осадков — 417 мм. Средняя температура января составляет −18,9 °C, июля — +18 °C. Продолжительность периода с устойчивым снежным покровом — 161 день.
Часовой пояс
Село Ермаки, как и вся Тюменская область, находится в часовой зоне МСК+2. Смещение применяемого времени относительно UTC составляет +5:00.

## История
В 1926 году в селе Ермаковское имелось 71 хозяйство и проживало 516 человек (246 мужчин и 270 женщин). Функционировала школа I ступени. В административном отношении являлось центром Ермаковского сельсовета Викуловского района Ишимского округа Уральской области.

## Население
| 2010 |
| ---- |
| 265  |

Гендерный состав
По данным Всероссийской переписи населения 2010 года, в гендерной структуре населения мужчины составляли 45,7 %, женщины — соответственно 54,3 %.
Национальный состав
Согласно результатам переписи 2002 года, в национальной структуре населения русские составляли 99 % из 340 чел.

## Улицы
- ул. Заречная,
- ул. Мира,
- ул. Молодёжная,
- ул. Садовая,
- ул. Школьная[8].